# جيدلا أناند
جيدلا أناند (بالإنجليزية: G. Anand)‏ هو مغني هندي، ولد في القرن العشرين في مقاطعة سريكاكولام ‏ في الهند.